# 薩氏美洲鱥
薩氏美洲鱥（學名：Notropis suttkusi），為輻鰭魚綱鯉形目雅羅魚科的其中一種，分布於北美洲美國奧克拉荷馬州東南部和阿肯色州西南部凱米奇河、利特爾河和泥沼河的幾個地區。其範圍向西延伸到藍河，向東延伸到科薩托河流域，本魚呈長橢圓形且側扁，眼大、口近下位，體長可達4.4公分，棲息在有高低落差的礫石底質溪流，生活習性不明。